# 特奧多爾岩
特奧多爾岩（英語：Theodor Rock），是南極洲的岩石，位於南喬治亞群島，處於安年科夫島和皮克斯吉爾群島之間，由英國研究隊繪入地圖，由英國海外領土管轄。